# Rönnängs församling
Rönnängs församling är en församling i Uddevalla och Stenungsunds kontrakt i Göteborgs stift. Församlingen ligger i Tjörns kommun i Västra Götalands län och ingår i Tjörns pastorat.

## Administrativ historik
Församlingen bildades 1794 genom en utbrytning ur Stenkyrka församling. 
Församlingen var till 1 maj 1920 annexförsamling i pastoratet Stenkyrka, Klövedal, Valla, Rönnäng och Klädesholmen. Från 1 maj 1920 till 2010 moderförsamling i pastoratet Rönnäng och Klädesholmen. 2010 införlivades Klädesholmens församling samtidigt som församlingen uppgick i Tjörns pastorat.

## Kyrkobyggnader
- Rönnängs kyrka
- Klädesholmens kyrka

### Fotnoter
1. ↑  Nationell Arkivdatabas Referenskod: SE/141903000, läst: 15 augusti 2018.[källa från Wikidata]
2. ↑  Stift, kontrakt och pastorat i nummerordning med ingående församlingar 2020-01-01, SCB, läs online.[källa från Wikidata]
3. 1 2  Medlemmar i Svenska kyrkan i förhållande till folkmängd den 31.12.2019 per församling, kommun och län samt riket, Svenska kyrkan, läs online.[källa från Wikidata]
4. ↑  ”Förteckning (Sveriges församlingar genom tiderna)”. Skatteverket. 1989. http://www.skatteverket.se/privat/folkbokforing/omfolkbokforing/folkbokforingigaridag/sverigesforsamlingargenomtiderna/forteckning.4.18e1b10334ebe8bc80003999.html. Läst 17 december 2013.
5. ↑  ”Församlingar”. Statistiska centralbyrån. https://www.scb.se/hitta-statistik/regional-statistik-och-kartor/regionala-indelningar/forsamlingar/. Läst 30 december 2022.
6. ↑  ändringar i pastorat 2010 SCB